# 3142 Kilopi
3142 Kilopi è un asteroide della fascia principale. Scoperto nel 1937, presenta un'orbita caratterizzata da un semiasse maggiore pari a 2,5526536 au e da un'eccentricità di 0,0896496, inclinata di 14,20651° rispetto all'eclittica.
Il nome dell'asteroide si riferisce al fatto che il suo numero progressivo è circa pari alla lunghezza di una circonferenza di diametro 1000 ({\displaystyle 1000\cdot \pi \cong 3142}). "Kilopi" infatti significa "mille pi greco".